# Riders to the Stars
Riders to the Stars este un film SF american din 1954 regizat de Richard Carlson. În rolurile principale joacă actorii William Lundigan, Herbert Marshall.
Este al doilea episod din trilogia lui Ivan Tors numită Office of Scientific Investigation (OSI); fiind precedat de The Magnetic Monster și urmat de Gog (film).

## Prezentare
Într-o încercare de a descoperi compoziția unor meteoriti, trei astronauți sunt trimiși în spațiul cosmic cu trei rachete special proiectate. Misiunea lor este de a capta un meteorit și de a-l aduce pe Pământ.

## Actori
- William Lundigan este Dr. Richard Donald Stanton
- Herbert Marshall este Dr. Donald L. Stanton / Narrator
- Richard Carlson este Dr. Jerome "Jerry" Lockwood
- Martha Hyer este Dr. Jane Flynn
- Dawn Addams este Susan Manners
- Robert Karnes este Walter J. Gordon
- Lawrence Dobkin este Dr. Delmar
- George Eldredge este Dr. Paul Drayden
- Dan Riss este Dr. Frank Warner
- Michael Fox este Dr. Klinger the Shrink
- King Donovan este James F. O'Herli, Security
- Kem Dibbs este David Wells
- James Best este Sidney K. Fuller